# Quidam Pilgrim
Quidam Pilgrim es un dueto musical cubano formado en el 2005 por la vocalista Adela Rivas Cruz (Santiago de Cuba, 1988) y el pianista Félix Muñiz Penedo (Santiago de Cuba, 1985). Su trabajo fusiona elementos de la música new age, música celta, rock alternativo, y elementos de la música folklórica cubana, utilizando frecuentemente voces melódicas armonizadas y soportes orquestrales. Quidam Pilgrim es considerado un grupo de culto.

## Historia
Luego de casi dos años de trabajo de estudio, Quidam Pilgrim tuvo su debut en el espacio de la televisión cubana "Cuerda Viva" en noviembre del 2006, bajo el nombre de "Pilgrim". 
Dos meses más tarde fueron nominados a los Premios Cuerda Viva en las categorías de Mejor Banda Novel y Mejor Demo de música alternativa.
En marzo de 2007 se presentaron en el teatro nacional de La Habana durante la gala de premiación del Festival Cuerda Viva, interpretando junto a la violinista Marta Duarte y la camerata vocal Sine Nomine una versión del tema "Halls of the Interpreter" incorporando nuevos elementos adscritos al jazz el evento fue televisado a nivel nacional y la presentación de Pilgrim retransmitida por petición de la audiencia. Ese mismo año, en el mes de julio se presentaron en el tercer Festival Internacional Caimán Rock.
Fragmentos de la música han sido utilizados en diversas ocasiones en spots de Radio y Televisión.

## Discografía
El primer trabajo de la banda ha sido una musicalización del clásico "The Pilgrim's Progress" ("El progreso del peregrino") del escritor inglés John Bunyan, donde cada tema se refiere a una escena del alegórico viaje del personaje protagónico.
1. Walker (el comienzo del peregrinaje hacia la imaginaria Ciudad Celestial)
2. The Counsel (el encuentro con el Saber Mundano)
3. Halls of the Interpreter (la visita a la Casa del Intérprete)
4. Redemption (la redención frente a la cruz y el sepulcro)
5. The Summit (el collado de las Dificultades)
6. Palace (el palacio en la cumbre del collado)
7. Apollyon (la batalla contra Apolión)
8. Aquelarre (el Valle de Sombra de Muerte, visualizado como un Aquelarre de espíritus malignos)
9. Faithful (la muerte de Fiel)
10. The River (el río del agua de Vida)
11. Delectable Mountains (los pastores y el Monte de las Delicias)
12. El Río de los Muertos (el Río de la Muerte)
13. Mount Zion (la llegada al Monte Sion)

## Música
La música fue compuesta por ambos miembros de la banda, las letras a cargo de Adela y los arreglos musicales a cargo de Felix. 
Los temas son generalmente en inglés, pero también incluyen fragmentos en latín y hasta el momento un tema en español. 
Los arreglos pueden incluir grabaciones multipista de la cantante, sintetizadores, batería, guitarras distorsionadas, percusión afrocubana, india o suramericana y soportes orquestales, los cuales fueron provistos por la orquesta de cámara Esteban Salas. Las influencias musicales de la banda incluyen Jean Michel Jarre, Pink Floyd, Karl Jenkins, Ennio Morricone, música celta, música folklórica cubana, música del barroco y el renacimiento.

## Recepción crítica
Varios críticos han señalado el alto nivel artístico en el trabajo de Quidam Pilgrim, considerando que rompe con estereotipos socioculturales predominantes en la isla, 
añadiendo una peculiar dosis de universalidad en el panorama musical cubano, catalogando su trabajo como una dosis de virtuosismo y osadía.